# Power Rangers: Wild Force
Power Rangers: Wild Force (vaak afgekort tot "PRWF") is de naam van het 10e seizoen van de televisieserie Power Rangers. Het seizoen werd in 2002 uitgezonden en bestond uit 40 afleveringen. Het verhaal was gebaseerd op de Sentai serie Hyakujuu Sentai Gaoranger Ter viering van het tienjarig bestaan van de Power Rangers series bevatte Power Rangers: Wild Force ook een speciale aflevering getiteld Forever Red waarin alle vorige Rode Rangers voorkwamen.

## Achtergrond
Power Rangers: Wild Force was de laatste Power Rangers-serie geproduceerd door Saban Entertainment. Saban Entertainment werd overgekocht door Disney die daardoor de productie van Power Rangers in handen kreeg.
Ondanks dat sommige afleveringen van de serie worden beschouwd als de beste afleveringen ooit was de serie niet echt populair bij de meeste fans. Veel fans vonden dat de serie qua verhaal te letterlijk was overgenomen van Gaoranger (het enige Amerikaanse personage in de serie was Master Org, maar hij was gebaseerd op een antagonist uit een oudere Sentai-serie). Anderen vonden dat er veel te veel Zords voorkwamen in de serie, in verhouding tot de voorgaande Power Ranger-series. Ook viel het personage Cole Evans (de Rode Ranger) niet in goede aarde bij veel fans.

## Verhaallijn
3000 jaar geleden, in het oude land genaamd Animarium, ontstond een oorlog tussen mensen en een ras van wezens genaamd Org, geleid door Master Org. Vijf krijgers, gewapend met de magische Crystal Sabers, verdedigden het Animarium. Om Animarium te beschermen terwijl de oorlog doorging, gebruikten de krijgers de kracht van de Sabers om het Animarium op te laten stijgen tot hoog in de lucht. De leider van het Animarium, prinses Shayla, en vijf Wildzords gingen mee met het Animarium om te wachten op de dag dat de Aarde hen nodig zou hebben. Ondertussen, op Aarde versloegen de krijgers de Org en sloten hen op diep in de Aarde.
In 2001 heeft de vervuiling van de Aarde de Aarde verzwakt zodat de Org langzaam beginnen te ontsnappen. Prinses Shayla en de Wild Zords zoeken vijf mensen uit die de kracht van de Wildzords kunnen gebruiken om te veranderen in de Power Rangers Wildforce. In 2002 zijn er inmiddels vier Rangers: Taylor, Danny, Max en Alyssa. Zij beschermen de stad Turtle Cove tegen de Orgs. Dan verschijnt Cole Evans, een man die in de jungle is opgegroeid bij een inheemse stam, in Turtle Cove. Hij wordt door de Red Lion Wildzord uitgekozen als de vijfde Wildforce Ranger. Tegelijkertijd keert Master Org, waarvan iedereen dacht dat hij 3000 jaar geleden was vernietigd, weer terug.
In hun strijd tegen de Orgs krijgen de Rangers al snel hulp van andere Wildzords die verspreid waren over de Aarde. Dan laat de Org generaal Nayzor het monster Zen-Aku vrij die 3000 jaar geleden was opgesloten door de vijf krijgers. De Rangers ontdekken dat Zen-Aku eigenlijk Merrick is, de zesde krijger die het Animarium verdedigde. Hij gebruikte toen een magische masker om Master Org te verslaan, maar het masker veranderde hem in Zen-Aku. De Rangers weten de vloek te breken. Merrick krijgt hierna de krachten van de Lunar Ranger, maar sluit zich niet aan bij het team omdat hij zich schuldig voelt.
Master Org ontvoert Prinses Shayla omdat hij haar nodig heeft voor een ritueel waarbij hij een Org hart creëert. Dit hart verandert hem in een sterkere vorm. Hij wordt uiteindelijk vernietigd door alle Wild Zords.

## Personages

### Wild Force Rangers
- Cole Evans/Rode Wildforce Ranger: de zoon van de wetenschappers Richard en Elizabeth Evans. Hij groeide op in de jungle nadat zijn ouders waren gedood door Master Org. Coles leven in de jungle heeft hem goed voorbereid op zijn taak als Ranger. Hij heeft enorm scherpe zintuigen en een extra zintuig waarmee hij dieren kan begrijpen. Hij komt naar Turtle Cove in een zoektocht naar zijn ouders. Daar wordt hij gekozen als de Rode Ranger.
- Danny Delgado/Zwarte Wildforce Ranger: de grootste en sterkste van het team, maar tegelijk de stilste en zachtaardigste. Hij werkte in een bloemenwinkel. Hij is goede vrienden met Max die vaak het praatwerk voor hem doet.
- Max Cooper/Blauwe Wildforce Ranger: voordat hij een Ranger werd was Max hard op weg een professionele bowler te worden. Hij trainde samen met een gepensioneerde prof bowler genaamd Gus. Nadat hij de Blauwe Ranger wordt moet hij het bowlen opgeven waardoor Gus zich verraden voelt. Hij helpt Max later toch een speciale bowltechniek te leren om de Bowling Ball Org te verslaan.
Als er iets is waar Max een hekel aan heeft is het wel behandeld worden als een kind, dit omdat hij veruit de jongste is van het team. Hij voelt zich hierdoor genoodzaakt zichzelf constant te bewijzen waardoor hij soms agressief kan overkomen. Hij is ook een goede strategisch denker.
- Taylor Earheart/Gele Wildforce Ranger: Taylor is altijd al geobsedeerd geweest door vliegen en vliegtuigen. Hierdoor werd ze al snel een ervaren vechtpiloot voor de luchtmacht, waar ze de rang van luitenant kreeg. Taylor was de eerste die werd uitgekozen als Wildforce Ranger. Haar militaire training heeft van haar een sterke en harde leider gemaakt. Totdat Cole opduikt leidt zij het team. Ze schreef zelfs een regelboek dat door Cole onmiddellijk werd weggegooid toen hij de rol van leider overnam. Het duurt dan ook een lange tijd voordat Taylor Cole als leider accepteert.
- Alyssa Enrile/Witte Wildforce Ranger: Alyssa is in alles het tegenovergestelde van Taylor. Ze probeert altijd spanningen tussen teamleden te sussen. Ze zit op de Turtle Cove universiteit. Als kind leerde ze veel vechtsporten van haar vader, die zijn eigen school had. Hij wilde eigenlijk dat zij de school uiteindelijk van hem zou overnemen.
- Merrick Baliton/Lunar Wolf Wildforce Ranger: 3000 jaar geleden vocht Merrick met vijf andere krijgers in de oorlog tegen de Orgs. Hij had als doel prinses Shayla te beschermen terwijl de andere vijf vochten. Nadat het Animarium met prinses Shayla en de vijf Wildzords in veiligheid was gebracht werd de Animus Megazord vernietigd door Master Org. Merrick haalde toen het legendarische wolf masker uit Nayzors tempel samen met drie nieuwe Wildzords. Hij gebruikte de kracht van het masker en de Wildzords om Master Org te verslaan. Het masker nam echter bezit van hem en veranderde hem in Zen-Aku. De andere vijf krijgers hadden geen andere keus dan hem opsluiten.
Zen-Aku wordt bevrijd door Nayzor in de strijd tegen de Wildforce Rangers. Zen-Aku herinnerde zich eerst niks van zijn leven als Merrick, maar zijn geheugen keerde langzaam terug. De vloek van het masker wordt geheel verbroken nadat de Rangers de Predazord van Zen-Aku verslaan. Merrick weigert zich bij het team aan te sluiten omdat hij zich niet waardig genoeg voelt na zijn slechte daden als Zen-Aku. Hij riskeert zijn leven om de door Zen-Aku gestolen Wild Zords terug te halen. Zijn oude drie Wild Zords geven hem de kracht van de Lunar Wolf Ranger. Hij zondert zich nog steeds af van het team, maar helpt hen wel indien nodig.

### Hulp
- Prinses Shayla: 3000 jaar geleden ging prinses Shayla met de vijf Wild Zords mee op het Animarium. Wanneer de Org weer terugkeren ontwaakt ze uit haar 3000-jarige slaap wordt zij weer de mentor van de Wild Force Rangers. Ze heeft een speciale band met haar beschermer Merrick. Nadat Master Org verslagen is keert ze terug naar het Animarium om te wachten tot de dag dat haar hulp en die van de Wild Zords weer nodig is.
- Kite: een mysterieus kind zonder herinneringen aan zijn verleden. Hij is eigenlijk de herboren geest van Animus. Hij test de Rangers door tijdelijk hun Wild Zords af te nemen.
- Alpha 7: komt voor in de aflevering Forever Red
- Time Force Power Rangers: Zij komen de Wild Force Rangers te hulp wanneer drie monsters bekend als Mutorgs uit de toekomst ontsnappen naar het jaar 2002.
- Ransik & Nadira: daar Ransik meer weet over de mutorgs gaan hij en Nadira met de Time Force Rangers mee. Ransik is in staat de mutant-helft van de mutorgs te vernietigen. Hierbij wordt ook zijn eigen mutant-helft vernietigd zodat de verminkingen die hij opliep door de beet van de mutant Venomark eindelijk genezen.
- Alle vorige Rode Rangers

### Orgs
- Master Org: de reïncarnatie van de originele Master Org van 3000 jaar geleden. Zijn echte naam was Viktor Adler. 20 jaar geleden ging hij met Richard en Elizabeth Evans en hun zoon Cole naar de Amazone om het Animarium te zoeken. Hij ontdekte de restanten van de oude Master Org. Omdat hij jaloers was op Richard en Elizabeth at hij de restanten op en werd de nieuwe Master Org. Hij vermoordde Richard en Elizabeth. Toen de Orgs begonnen terug te keren nam Viktor Adler de leiding over de Orgs op zich. Hij droeg een kostuum met een helm met daarop een nephoorn zodat niemand kon merken dat hij geen echte Org was. Toen de waarheid toch aan het licht kwam werd hij door Jindrax en Toxica in een afgrond gegooid en voor dood achtergelaten. Viktor overleefde dit echter en werd even later wakker met een echte Org-hoorn op zijn hoofd. Hij keert sterker dan ooit terug en ontvoert prinses Shayla en creëert een Org-hart om zijn ultieme vorm te bereiken. Hij wordt vernietigd door alle Wild Zords.
- Toxica: een Org-tovenares en een van de twee Duke Orgs. Eerst werkt ze samen met Jindrax voor Master Org. Wanneer ze achter zijn ware identiteit komen brengen ze de Org generaal Mandilok weer tot leven om hun nieuwe leider te worden. Ze sterft nadat Onikage haar ertoe aanzet haar hoorn te verwijderen om prinses Shayla te kunnen ontvoeren, en Mandilok haar vervolgens als schild gebruikt tegen een aanval van de Rangers. Jindrax brengt haar later weer tot leven. Omdat ze door haar eigen soort was verraden helpt ze de Rangers prinses Shayla te redden.
- Jindrax: de tweede Duke Org en een meester met zwaarden en messen. Nadat Toxica wordt gedood door Onikage en Mandilok keert hij zich tegen de Orgs. Hij brengt Toxica weer tot leven en helpt de Rangers om prinses Shayla te redden.
- Super Jindrax & Toxica: nadat Jindrax en Toxica Master Orgs geheim ontdekken verandert hij hen in sterkere Duke Orgs, maar wist hierbij hun geheugen zodat ze zich niks van zijn geheim herinneren. Cole herstelt de twee naar hun oude vormen met zijn Battlizer.
- Retinaxe: een Org generaal en 3000 jaar geleden Master Orgs bodyguard. Nadat hij hoort van Master Orgs terugkeer probeert hij zichzelf te bewijzen door de Rangers te vernietigen. Hij wordt door hen verslagen en vervolgens gedood door Master Org zodat hij niet Master Orgs ware identiteit kan verraden.
- Nayzor: ook een Org generaal. Nayzor werd door Master Org opgeroepen om Zen-Aku vrij te laten. Hij slaagt er echter niet in Zen-Aku onder controle te houden. Nayzor wordt vernietigd door Merrick, maar keert later terug. Hij wordt opnieuw vernietigd door Cole.
- Zen-Aku: 3000 jaar geleden veranderde een wolf masker Merrick in deze Org. Zen-Aku werd door de originele Wild Force Rangers opgesloten. Hij wordt door Nayzor weer vrijgelaten en begint met zijn wraakactie tegen de huidige Wild Force Rangers. De Rangers weten de vloek van het masker uiteindelijk te breken.
Zen-Aku weet zichzelf later te herstellen en heeft geen gastlichaam meer nodig. Hij jaagt op Merrick omdat hij weer opnieuw met hem wil fuseren om zo zijn oude kracht terug te krijgen. Merrick vernietigde Zen-Aku met behulp van de andere Rangers.
- Mandilok: de derde Org generaal. Hij wordt door Toxica en Jindrax opgeroepen om de nieuwe leider van de Orgs te worden nadat ze de waarheid over Master Org ontdekken. Hij wordt vernietigd door Master Org.
- Onikage: een ninja Org gestuurd door Master Org om zijn terugkomst voor te bereiden.
- Mutorgs: in het jaar 3000, voordat hij zijn mutantenbende vormde, kwam Ransik drie gevangen Orggeesten tegen. Hij bevrijdde hen, waarna ze zijn DNA kopieerden om een nieuw lichaam voor zichzelf te maken. Hierdoor veranderden ze in halfmutanten – half-Orgs ofwel Mutorgs. Ze reizen naar het verleden om zich bij Master Org aan te sluiten, maar worden vernietigd door de Time Force en Wild Force Rangers, geholpen door Ransik.

## Zords
De Wild Zords zijn kolossale dieren die de Wild Force Rangers helpen. Vijf ervan gingen 3000 jaar geleden mee met het Animarium. De andere zords raakten verspreid over de Aarde en komen een voor een weer tevoorschijn. Deze zords kunnen allerlei combinaties vormen:
- Wild Force Megazord: combinatie van de Wild Force Rangers' primaire Wild zords: Red Lion, Blue Shark, White Tiger, Yellow Eagle en Black Bizon.
  - Wild Force Megazord Sword and Shield mode: de Elephant vormt een schild en zwaard voor de Wild Force Megazord.
  - Wild Force Megazord Spear mode: formatie waarbij Giraffe de plaats van Blue Shark inneemt.
  - Wild Force Megazord Double Knuckle mode: formatie waarbij Black Bear en Polar Bear de plaats van Blue Shark en White Tiger innemen. Deze formatie wordt slechts eenmaal gebruikt.
  - Wild Force Megazord Striker mode: formatie waarbij Rhino en Armadillo de plaats innemen van Black Bizon.
  -  Wild Force Megazord Clutcher Mode: formatie waarbij Deer de plaats van White Tiger inneemt.
  -  Wild Force Megazord Predator mode: formatie waarbij Wolf en Hammerhead Shark de plaats van Blue Shark en White Tiger innemen.
- Kongazord: de combinatie van Green Gorilla, Black Bear, Polar Bear en Black Bizon.
  - Kongazord Striker Mode: Rhino en Armadillo nemen de plaats van Black Bizon in bij deze combinatie.
  - Kongazord Clutcher Mode: combinatie waarbij Deer de plaats van Black Bear inneemt.
  - Kongzord Spear mode: formatie waarbij Giraffe de plaats van Polar Bear inneemt.
- Predazord: combinatie van Wolf, Hammerhead Shark en Alligator. Eerst werd de Predazord gebruikt door Zen-Aku. Nadat de vloek wordt verbroken verdwijnt de hoorn op het wolfshoofd van Predazord en verschijnt een gezicht in de bek van de wolf. Deze vorm wordt door Merrick gebruikt.
  - Predazord Spear mode: formatie waarbij Giraffe de plaats van Hammerhead Shark inneemt.
  - Predazord Double Knuckle mode: formatie waarbij Black Bear en Polar Bear de plaatsen van Hammerhead Shark en Wolf innemen.
- Isis Megazord: combinatie van Falcon, Giraffe, Deer, Rhino en Armadillo. De Isis Megazord is een van de sterkste Megazord combinaties. Hij kan vliegen en de vleugels van de Falcon als schild gebruiken.
  - Isis Megazord Predator Mode: formatie waarbij Black Bizon , Wolf en Hammerhead Shark de plaatsen van Giraffe, Deer en Rhino + Armadillo innemen.
- Pegasus Megazord: Een uiterst zeldzame combinatie. Wanneer de Rangers door Onikage worden aangevallen in de geestenwereld laat prinses Shayla de Red Lion groeien tot bijna tweemaal zijn normale formaat. De Pegasus Megazord is de combinatie van de enorme Red Lion, Falcon, Blue Shark, White Tiger en Elephant.
- Animus Megazord: De voorouder van de Wildforce Megazord. Hij werd gebruikt door de oude verdedigers van Animaria in de oorlog tegen Master Org 3000 jaar geleden. Hij bestaat uit de voorouders van de huidige Wildzords. Hij werd 3000 jaar geleden gedood door Master Org, maar wordt herboren in de gedaante van Kite. Later onthult hij wie hij werkelijk is.
Hij is een combinatie van Black Lion, Blue Condor, Saw Shark, Yellow Leopard en Brown Bizon.

## Trivia
- Dit was het laatste seizoen dat opgenomen werd in de Verenigde Staten. De serie werd tijdens de pre-productie overgenomen door Disney/Village Roadshow, die de volgende series opnamen in Nieuw-Zeeland.
- Dit is de eerste keer dat in een Power Rangers serie precies dezelfde veranderingsscène (van mens naar Ranger) werd gebruikt als in de Sentai Serie.
- Taylor is de eerste gele ranger die (in elk geval tot aan Coles komst) leider is van het team.
- Dit is het eerste volledige Power Rangers seizoen zonder Roze Ranger. Mighty Morphin Alien Rangers had ook geen roze ranger, maar dat was een mini-serie die eigenlijk bij het derde seizoen van Mighty Morphin Power Rangers hoorde.
- De vijanden in deze serie hebben dezelfde naam als in de Super Sentai versie, namelijk de 'Orgs'.
- Master Org is dan misschien een Amerikaans personage, zijn kostuum is overgenomen van Gorma, de hoofdvijand uit Gosei Sentai Dairanger.
- Sin Wong (Toxica) is de eerste Chinese actrice met een grote rol in een Power Rangers serie. Ilia Volok (Viktor Adler/Maser Org) is de eerste Russische acteur met een grote rol in een Power Rangers serie.